# 何唐
何唐（？—？），字宗堯，號省齋，直隸安慶府桐城縣人，民籍，明朝政治人物。

## 生平
正德十四年（1519年）己卯科應天鄉試舉人，十六年（1521年）辛巳科二甲第二十三名進士。授兵部主事，升郎中，後致仕歸里，聚徒講學。著有《日省錄》、《醫學管見》。因其仰慕曾參三省之學，以“省”名齋，號省齋先生，是桐城派早期創始人之一。有學生趙睿、張夔、江鯨等。